# Musée national des beaux-arts du Québec
Das Musée national des beaux-arts du Québec (MNBAQ) ist ein Kunstmuseum in der kanadischen Stadt Québec. Es ist das größte Museum der Stadt und gleichzeitig das Nationalmuseum der Provinz Québec. Das im Jahr 1933 eröffnete Kunstmuseum ist auf Werke spezialisiert, die sich mit Québec befassen oder von Quebecer Künstlern geschaffen wurden. Präsentiert werden über 37.000 Werke aller Kunstrichtungen seit dem 17. Jahrhundert. Das Museum befindet sich rund zwei Kilometer südwestlich der Altstadt in vier Gebäuden auf der Abraham-Ebene. Betreiberin des Museums, zu dem auch ein Archiv und eine Bibliothek gehören, ist eine gemeinnützige Stiftung.

## Geschichte
1920 begann die Provinz Québec mit dem Ankauf von Kunstwerken, im Hinblick auf die geplante Schaffung eines Provinzmuseums. 1927 begannen die Bauarbeiten am ersten Museumsgebäude, die Eröffnung erfolgte am 5. Juni 1933. Das Musée de la province de Québec, wie es damals hieß, beherbergte neben der Kunstsammlung auch das Provinzarchiv und eine naturwissenschaftliche Sammlung. Letztere wurde 1962 ausgelagert, im darauf folgenden Jahr nahm die Institution den Namen Musée du Québec an. Nachdem 1979 auch das Provinzarchiv ausgelagert worden war, widmete sich das Museum nun ausschließlich der Kunst. Es zeigte überwiegend Werke von Künstlern aus Québec, führte aber auch einige bemerkenswerte Sonderausstellungen durch. Dazu gehörten beispielsweise 1965 eine Ausstellung mit Schätzen des Tutanchamun (in Zusammenarbeit mit dem Ägyptischen Museum Kairo) oder 1986 die Präsentation mit Werken französischer Künstler des Impressionismus und Postimpressionismus (mit Leihgaben des Puschkin-Museums und der Eremitage).
In den frühen 1990er Jahren kam es zu einer markanten Erweiterung des Museums, durch den Einbezug eines benachbarten Gefängnisses des 19. Jahrhunderts und eines Neubaus. 1993 wurde im Park um das Museum ein Skulpturengarten mit 15 zeitgenössischen Werken eröffnet. Eine Sonderausstellung mit Skulpturen von Auguste Rodin zog 1998 in etwas mehr als drei Monaten fast 525.000 Besucher an. Seit 2002 tritt das Museum unter der heutigen Bezeichnung auf. Eine Schenkung von 2635 Objekten ermöglichte im Jahr 2006 den Aufbau einer weltweit einzigartigen Sammlung der Inuit-Kultur. Im Rahmen der 400-Jahr-Feier der Stadt Québec im Jahr 2008 sahen 465.000 Besucher eine Sonderausstellung mit Leihgaben aus dem Louvre.

## Ausstellungsgebäude

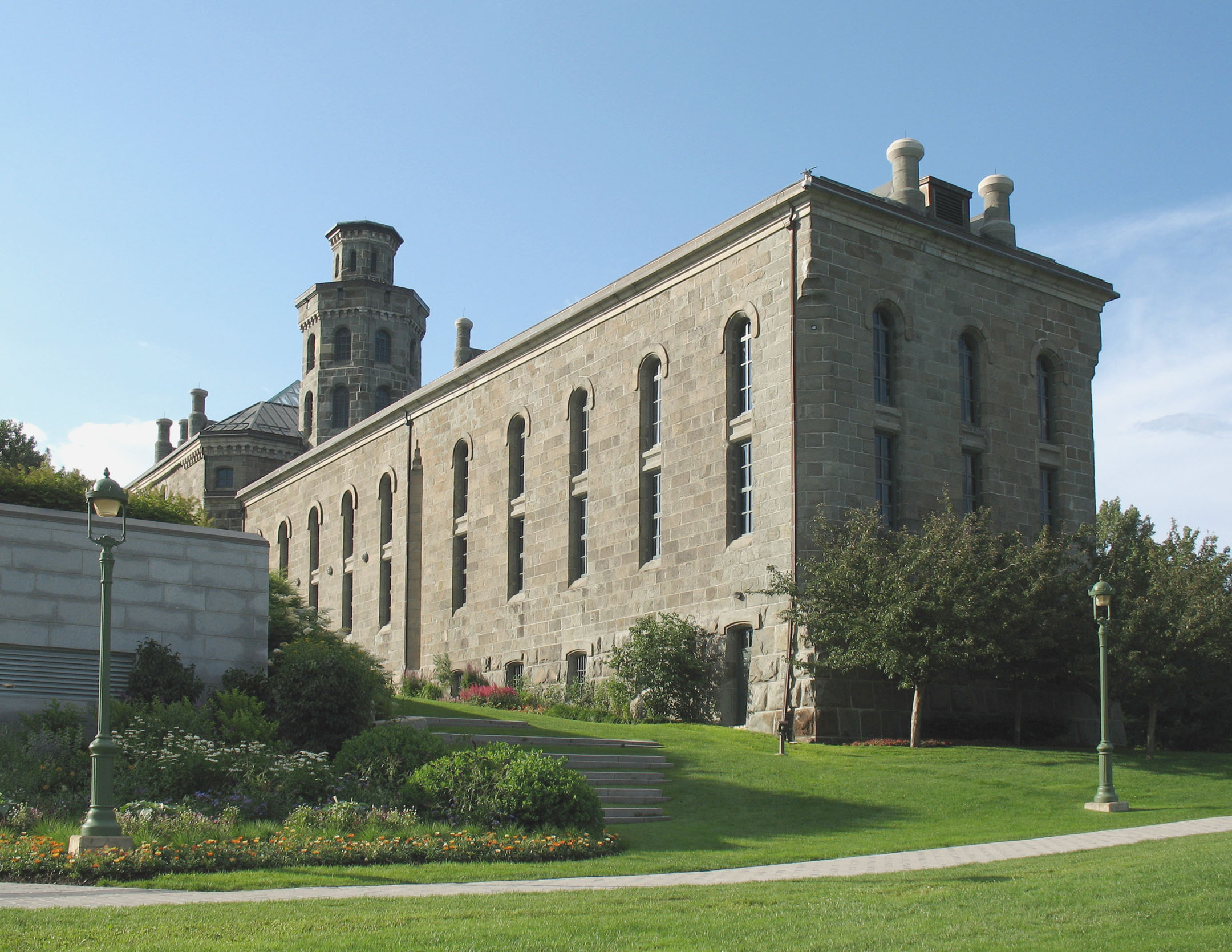
Pavillon Charles-Baillairgé (ehemaliges Gefängnis)

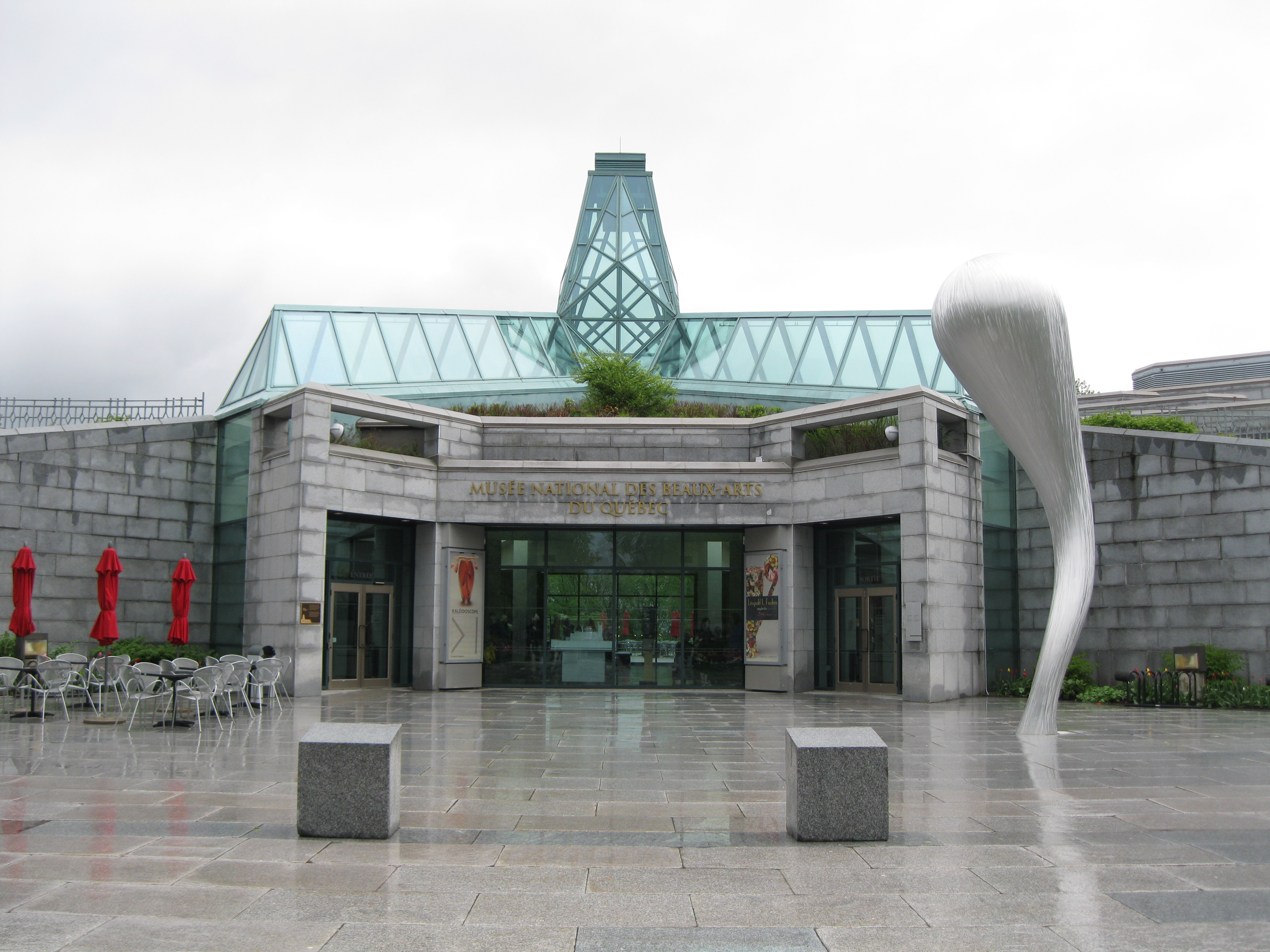
Pavillon Central

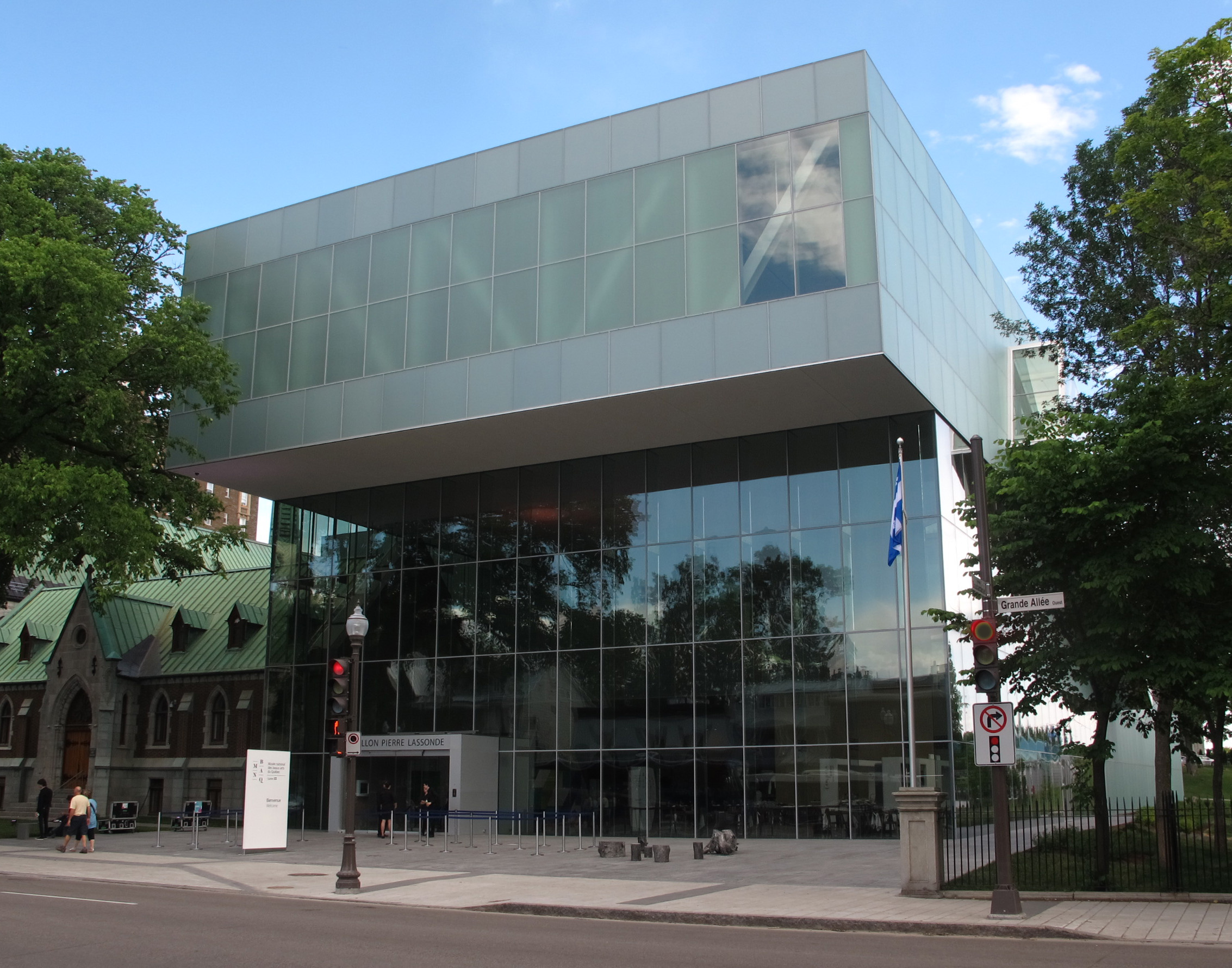
Pavillon Pierre-Lassonde

Das Museum steht nahe jener Stelle, wo am 13. September 1759 die Schlacht auf der Abraham-Ebene stattfand. Es umfasst zurzeit drei Ausstellungsgebäude aus unterschiedlichen Architekturepochen.
Das älteste ist der Pavillon Charles-Baillairgé. Nachdem die Regierung 1853 das zuvor landwirtschaftlich genutzte Gelände erworben hatte, ließ sie darauf ein neues, vom Architekten Charles Baillairgé entworfenes Gefängnis im Neorenaissance-Stil errichten. Nach sechsjähriger Bauzeit war das T-förmige Gebäude im Juni 1867 fertiggestellt. Bis 1970 diente es dem Strafvollzug, danach als Jugendherberge. Ab 1974 stand es über ein Jahrzehnt lang leer. 1987 kündigte das Museum an, das ehemalige Gefängnis zu übernehmen. Zwischen 1989 und 1991 wurde es im Innern den neuen Bedürfnissen entsprechend umgebaut, zwei Zellenblöcke blieben im Originalzustand erhalten.
Bis 1991 nutzte das MNBAQ ausschließlich den Pavillon Gérard-Morisset. Das Gebäude wurde 1933 im neoklassizistischen Stil errichtet, nach Plänen des Architekten und späteren Unterhausabgeordneten Wilfrid Lacroix. Zahlreiche Flachreliefs des Bildhauers Émile Brunet schmücken die Fassade. Benannt ist es nach dem Kunsthistoriker Gérard Morisset, der sich für den Erhalt des kulturellen und architektonischen Erbes der Provinz Québec eingesetzt hatte. Zwischen den beiden oben genannten Gebäuden steht seit 1991 der Pavillon Central. Das Bauwerk mit Wänden aus Glas und Granit dient in erster Linie als Haupteingangsbereich und Verbindung zu den übrigen Pavillons. Mittels teilweise unterirdischer Lage und Dachbegrünung ist der zentrale Pavillon in die umgebende Landschaft eingebettet.
Ab 2012 entstand der Pavillon Pierre-Lassonde, benannt nach dem Kunstmäzen Pierre Lassonde. Entworfen wurde das transparente Gebäude vom Office for Metropolitan Architecture (Büro des niederländischen Architekten Rem Koolhaas) und von Provencher Roy et Associés. Verantwortlich für das Projekt war OMA-Partner Shohei Shigematsu. Die Ausstellungsfläche verdoppelte sich von bisher 18.000 m² auf insgesamt 36.700 m². Das 60 Millionen Dollar teure Bauwerk wurde am 24. Juni 2016 von den Premierministern Kanadas und Québecs, Justin Trudeau und Philippe Couillard, eröffnet.